# Mūndwa
Mūndwa är en ort i Indien.   Den ligger i distriktet Nāgaur och delstaten Rajasthan, i den nordvästra delen av landet, 400 km sydväst om huvudstaden New Delhi. Mūndwa ligger 348 meter över havet och antalet invånare är 17 465.
Terrängen runt Mūndwa är huvudsakligen platt. Mūndwa ligger uppe på en höjd. Runt Mūndwa är det ganska tätbefolkat, med 160 invånare per kvadratkilometer. Närmaste större samhälle är Nāgaur, 17,8 km nordväst om Mūndwa. Trakten runt Mūndwa består till största delen av jordbruksmark.